# Kevin Rooney (Boxer)
Kevin Rooney (* 4. Mai 1956 auf Staten Island, New York) ist ein US-amerikanischer Boxtrainer und ehemaliger Profiboxer. Er ist vor allem durch seine Zusammenarbeit mit Mike Tyson bekannt. Als Amateur machte er erstmals 1975 durch den Gewinn des prestigeträchtigen Golden-Gloves-Turnier in New York im Weltergewicht von sich reden.

## Profikarriere
1979 wechselte Rooney ins Profilager. Im Laufe seiner sechs Jahre währenden Profikarriere erreichte er einen Kampfrekord von 21-1-4. Nach seiner Niederlage am 3. Juni 1985 gegen Mike Picciotti durch einen technischen Knockout in der 4. Runde beendete Rooney im Alter von 29 Jahren seine aktive Laufbahn und wechselte in den Trainerstab des von Cus D’Amato gegründeten Catskill Gyms. Dieser hatte Rooney zeit seiner Karriere trainiert und ihn mit dem von ihm entwickelten "Peek-a-boo-Boxstil" vertraut gemacht.

## Trainertätigkeit
Aufgrund des fortgeschrittenen Alters D’Amatos konnte dieser den jungen Mike Tyson nicht mehr selbst trainieren, sodass Rooney nach dem Weggang von Teddy Atlas mit Tysons Betreuung bedacht wurde.
Mit Beginn von Tysons Profikarriere im Jahre 1985 stand nun Rooney an dessen Seite und feilte mit ihm ganz im Sinne D’Amatos am „Peek-a-boo“. Seine außergewöhnliche Physis erlaubte Tyson diesen Stil so weit zu perfektionieren, dass er zu einem sehr schwer zu treffenden Ziel für seine Kontrahenten wurde. So verstand es Tyson mit seiner für einen Schwergewichtler geringen Körpergröße von 178 cm eventuelle Reichweitennachteile auszugleichen und in den In-Fight zu gelangen, wo er mithilfe seiner außergewöhnlichen Schlagkraft den Knockout suchte.
Unter seiner Obhut wurde Tyson am 22. November 1986 im Alter von 20 Jahren nach seinem Sieg gegen Trevor Berbick jüngster Schwergewichtsweltmeister aller Zeiten.
Insgesamt verzeichnete er unter Rooney einen Kampfrekord von 35-0-0 (31-mal durch K. o.). 1988 wurde Rooney von Tyson nach dessen erfolgreichem Kampf gegen Michael Spinks auf Drängen seines neuen Managers Don King entlassen. Im Zeitraum nach der Kündigung Rooneys bis zum Karriereende erreichte er einen Kampfrekord von 15-2-6. Hierzu Rooney: “Mike could have been 100-0 and made a billion dollars, if he stayed with me.” („Mike hätte einen Rekord von 100-0 und eine Milliarde Dollar verdient haben können, wenn er bei mir geblieben wäre.“)
Nach dem Ende der Zusammenarbeit mit Tyson widmete sich Rooney anderen Kämpfern. Insbesondere die Kooperation mit Vinny Paz ist als erfolgreich zu bezeichnen. An Rooneys Seite sicherte sich Paz am 7. Februar 1992 nach einem TKO-Sieg über den Franzosen Gilbert Dele den WBA-Titel im Juniormittelgewicht.

## Weiteres
Bis in die frühen 2000er-Jahre blieb Rooney im Catskill Gym und bildete Boxer aus. Seit Beginn dessen Profikarriere im Jahre 2011 betreut Rooney seinen Sohn Kevin Rooney Jr.